# تقييد الأرجنتين لصادرات لحوم البقر عام 2006
الأرجنتين هي واحدة من أكبر منتجي لحوم البقر في العالم. وهي أيضًا ثالث أكبر مصدر بعد البرازيل وأستراليا، ولديها أعلى معدل استهلاك في العالم بمعدل 68 كيلو جرام لكل شخص في السنة. في 8 مارس 2006، اتخذ الرئيس نيستور كيرشنر إجراءً صارمًا بحظر جميع صادرات لحوم البقر لمدة 180 يومًا، من أجل وقف الارتفاع المستمر في الأسعار.
ارتفعت الصادرات بعد الكساد الإقتصادي في الأرجنتين عام 2001 مما أجبر الحكومة على ترك العملة الوطنية (البيزو) يتم تعويمها وتنخفض قيمتها. ونتيجة لذلك، ارتفعت الأسعار الداخلية للحوم البقر، وهي عنصر رئيسي في النظام الغذائي الأرجنتيني بشكل كبير، وتم تحويل جزء من إنتاج لحوم البقر من السوق المحلية إلى المستوردين في الخارج، كما ساهم في هذا السيناريو تزايد الطلب المحلي والأجنبي. في عام 2005 صدرت الأرجنتين لحوم البقر بما يعادل نسبة 40% وأكثر مقارنة بالعام السابق، مقابل 1.4 مليار دولار.
في أواخر 2005 و 2006 استمرت المفاوضات الفاشلة بين الحكومة الوطنية ومنتجي وتجار لحوم الأبقار شهوراً عديدة، والتي تضمنت ضغوطًا سياسية وإعلامية كبيرة من قبل الحكومة الوطنية. قد نجحت مفاوضات مماثلة لتحقيق «اتفاقات استقرار الأسعار» مع قطاعات الاقتصاد الأخرى بدرجات متفاوتة. في 3 فبراير 2006 أعلنت العديد من جمعيات مصانع اللحوم أنها ستحد من صادراتها الخاصة إلى 20٪ أقل من الكميات المسجلة في 2005، ولكن هذا لم يتم في الواقع.
تراكمت أسعار لحوم البقر المرجعية في سوق لينيرس للمواشي بنسبة 26% فقط في عام 2006 حتى تم الإعلان عن الحظر، بالإضافة إلى 29٪ خلال عام 2005. وبسبب انتشاره في النظام الغذائي للأرجنتين، فإن سعر لحوم البقر له تأثير كبير في معدل التضخم الإجمالي، الذي أصبح بالفعل مصدر قلق.
تضمن حظر الصادرات قطع اللحوم التي لا يتم استهلاكها عادة في الأسوق الأرجنتينية المحلية، لكنها لم تجبر المصدرين على إلغاء العقود المبرمة مسبقًا مع المشترين الأجانب أو الاتفاقيات الثنائية القائمة على الدول، ولم تشمل حصة هيلتون (28000 طن من المجمدات عالية الجودة متجهة إلى الاتحاد الأوروبي). وقدر إجمالي الكمية المتأثرة بنحو 600000 طن. بالإضافة إلى الحظر، رفعت الحكومة ضريبة الصادرات من 5 إلى 15٪ لبعض منتجات لحوم البقر المصنعة، مثل الضريبة المطبقة على المنتجات الأخرى.
بعد الإعلان، أصدرت الجمعية الريفية الأرجنتينية  بياناً يفيد بأن المصدرين سيفقدون 280 ألف طن من المبيعات، مقابل 585 مليون دولار أمريكي، وأن العديد من مصانع معالجة اللحوم ستفلس، مما يتسبب في فقدان الآلاف من الوظائف. علاوة على ذلك شجبت الجمعية الريفية الأرجنتينية الحظر باعتباره ضارًا لصورة الأرجنتين الدولية، وكتدبير قصير المدى لن يحل مشكلة الخلفية (ندرة الماشية بسبب نقص الحوافز الاقتصادية).
في 26 مايو، رفعت وزارة الاقتصاد الحظر جزئيًا، مما سمح بحصة لشهر يونيو ونوفمبر تعادل 40% من صادرات الفترة نفسها من عام 2005. جاء ذلك بعد فترة من انخفاض أسعار لحوم البقر في سوق لينيرس (وإن لم يكن لعامة الناس)، وقامت العديد من أعمال الأحتجاج من قبل منظمة تربية الماشية والتهديد بالقيام بإضراب وطني.
في 4 يوليو خففت القيود مرة أخرى، من خلال السماح للصادرات بنسبة 25٪ إضافية من حصة عام 2005. وشملت الحصة الجديدة تخفيضات باهظة الثمن لحوم البقر التي ليس لها طلب في السوق الداخلية (مثل الردف و الخاصرة) وغيرها من لحم البقر المحفوظ. تم الإعلان عن تخفيف جديد (إلى 70٪ من أرقام 2005) في 28 سبتمبر.